# مكتبة الأخ خوسيه أوتاو المركزية
مكتبة الأخ خوسيه أوتاو المركزية (بالبرتغالية: Biblioteca Central Irmão José Otão) هي المكتبة الرئيسية لـ الجامعة البابوية الكاثوليكية في ريو غراندي دو سول، وتقع في بورتو أليغري البرازيل.
يعود أصل المكتبة المركزية إلى المجموعة الموجودة بجوار مدرسة روساربو في عام 1940، والتي تخدم كليات الاقتصاد والفلسفة والعمل الاجتماعي والقانون. في عام 1967 ، مع التغيير إلى حرم الجامعة البابوية الحالي، انتقل إلى الطابق الثاني من بيت القسيس. في عام 1977 انتقل إلى المبنى الحالي، حيث احتل مساحة إجمالية قدرها 10.000 متر مربع. تم توسيع المساحة المادية للمكتبة المركزية إلى مساحة 21.000 متر مربع من خلال دمج برج من 14 طابقًا بالهيكل القديم.
كان البحث الأكاديمي وإنتاج المعرفة زيادات كبيرة في المساحات المجهزة بأجهزة كمبيوتر صغيرة. بهذا المعنى يتم توفير طاولات بها 836 مقعدًا و30 فصلاً دراسيًا وغرفة دراسة وطوابق خارجية مخصصة للدراسة الجماعية أو الفردية حصريًا. تخدم المكتبة المركزية المجتمع الجامعي في مجالات التعليم والبحث والإرشاد، وتغطي جميع مجالات المعرفة وتساهم في تقديم خدماتها الفنية والعلمية والشخصية، كما تقدم بعض خدماتها للمجتمع الأوسع.